# Scania OmniLink
Le Scania OmniLink est une gamme d'autobus à plancher bas de la société Scania.
Jusqu'en 2006, il n'était produit qu'avec le volant à gauche pour le marché britannique.